# Pilar Pons i Lax
Pilar Pons i Lax (Cornellà de Llobregat, 1921 – 15 de maig de 2017) fou una administrativa, regidora municipal i activista cultural catalana que va tenir un rol cabdal en el desenvolupament municipal, cultural i esportiu de Cornellà de Llobregat durant la segona meitat del segle xx, del qual en va ser una dona pionera en diversos càrrecs.
En l'àmbit polític, Pons va ser tinent d'alcalde, comissionada d'Esports i Cultura, i amb un càrrec al Cos de Vigilants Honoraris de Boscos durant el període de la transició democràtica espanyola. Pel que fa a l'àmbit social i esportiu, va destacar pel seu compromís amb l'esport català i femení en tant que va fundar la secció femenina del Club Bàsquet Cornellà just després de la Guerra Civil espanyola, va presidir el Rugby Club Cornellà, va ocupar la vicepresidència de la Federació Catalana de Rugby durant la dècada de 1970 i va contribuir posteriorment de la creació de L'Avenç de Cornellà, la festa de la Jordiada, del primer Patronat d'Animals i Plantes i dels Amics de la Sardana de Cornellà —amb els quals participà activament en el reconegut programa de sardanisme Nostra Dansa a Ràdio Cornellà.

## Biografia

### Joventut
Pilar Pons i Lax va néixer l'any 1921 a Cornellà de Llobregat. Filla de l'obrer de Siemens i tinent d'alcalde cornellanenc el 1931 per part del Partit Republicà Radical Eduard Pons i Marín (1888 – 1931) i de la treballadora tèxtil cotonera Assumpció Lax i Franco (1892 – 1929) i amb un germà de nom Eduard, provenia d'una família modesta de classe treballadora que vivia al carrer Verge de Montserrat de la localitat cornellanenca. Si bé de ben petita treballà va haver d'ajudar la seva família per acabar de construir casa seva (a causa de la mort del seu pare), posteriorment coincidint amb les acaballes de la guerra i la mort de la seva àvia va deixar els estudis de batxillerat i va començar els estudis de Comerç a l'Acadèmia Cots de Barcelona —els quals va continuar malgrat les dificultats de la Guerra Civil Espanyola.
Al mateix temps, entre octubre de 1938 i gener de 1939 va treballar com a administrativa també a la Fàbrica Siemens de Cornellà a través de la Subsecretaria d'Armament de la Comissió d'Indústries de Guerra de la Generalitat Republicana. Al cap d'un parell de mesos, va ser contractada de nou per la mateixa empresa i va finalitzar els estudis de Comerç a l'Acadèmia Junyent (del també cornellanenc Pere Junyent i Julià).
Un cop finalitzada la guerra i durant el període d'autarquia, Pons i altres dones de la ciutat van crear l'any 1940 el primer equip femení del Club Bàsquet Cornellà, del qual en va ser jugadora poc més de 3 anys i amb el qual va ser subcampiona del Campionat de Catalunya de bàsquet femení de 1941, en perdre la final contra el Club Esportiu Laietà. Per les noies del Cornellà no fou fàcil, les crítiques eren intenses i algunes jugadores ho van deixar, d'altres canviaren de residència i unes poques s'apuntaren al fenomen creixent de l'esport femení a les empreses. Al cap de poc temps, davant la disgregació de l'equip, Pons i Lax va abandonar definitivament la pràctica del bàsquet.

### Vida política i associativa
Més endavant es va casar amb Pedro Julio i va començar a involucrar-se activament en la vida esportiva local i nacional. Inicialment va ser membre de l'Handbol Ràpid Cornellà, del Club Esportiu Cornellà d'hoquei i del Club Bàsquet Cornellà. No obstant això, i atès que el seu germà havia estat un dels fundadors del Rugby Club Cornellà, va començar la seva relació amb aquest club com a vocal i com a secretària fins que en va esdevenir presidenta des de 1978 fins al 1981. La presidència del club la va portar a esdevenir la primera presidenta d'un club de rugbi a Espanya i va coincidir amb l'etapa més exitosa del club, durant la qual l'any 1979 va guanyar la lliga espanyola de rugbi en no disputar-se la fase final entre els 4 equips vencedors de cada grup de la competició regular. També va ser designada com a vicepresidenta de la Federació Catalana de Rugby a finals de la dècada de 1970.

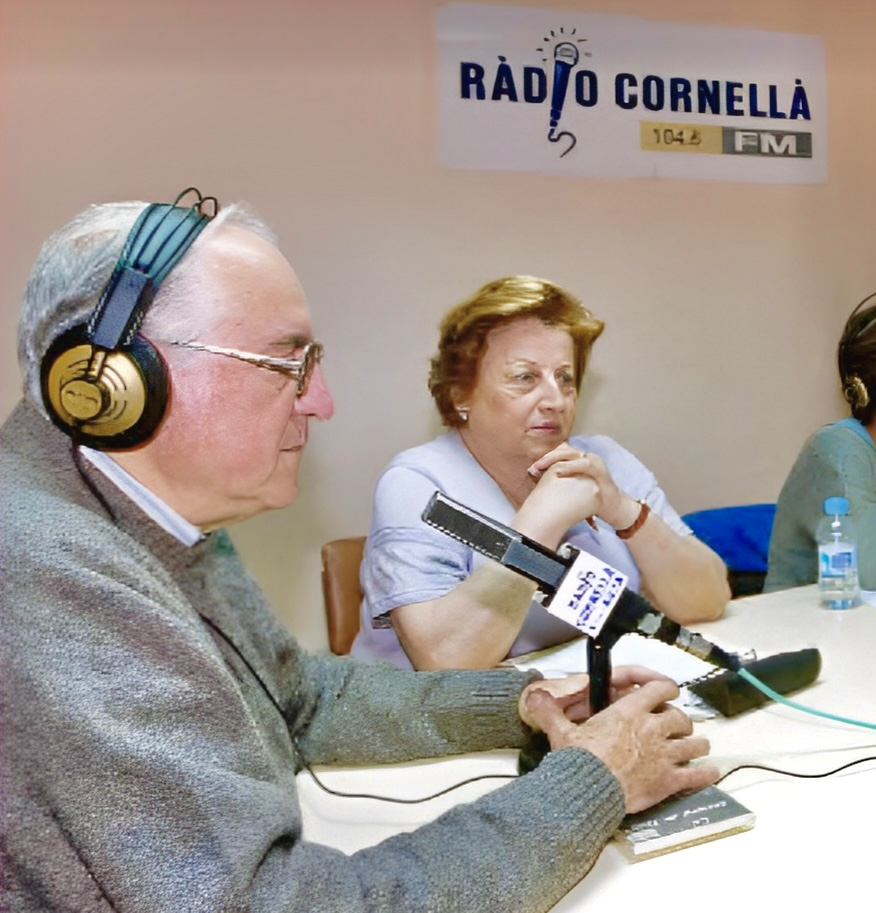
Pilar Pons i Lax amb el comunicador Jordi Fort i Font, ambdós presentadors del programa Nostra Dansa als estudis de Ràdio Cornellà durant el decenni del 2000.

En l'àmbit polític, el regidor municipal Constanci Pérez i Aguirre va designar-la per un càrrec al Cos de Vigilants Honoraris de Boscos dependents de la Diputació de Barcelona (de la qual també en va ser la primera dona a tot Espanya) mentre que va contribuir paral·lelament a la fundació del primer Patronat d'Animals i Plantes. Posteriorment, va formar part d'una comissió d'Esports i Cultura, fins que a través del terç sindical va ser escollida tinent d'alcalde de sanitat i assistència a l'equip de govern de Josep Maria Ferrer i Penedès, càrrec que va ocupar entre els anys 1974 i 1978 essent l'única dona de tot el consistori. Durant aquesta etapa, va participar de la creació de les primeres llar d'infants del municipi (La Trepa, Linda Vista o La Baldufa), que van ser reconegudes per la seva excel·lència; de la fundació del Centre d'Higiene Mental de Cornellà de Llobregat com primer centre públic del Baix Llobregat destinat al tractament de malalties mentals, drogoaddiccions i alcoholisme; i de l'impuls per a la creació de la xarxa de serveis socials.
Finalitzada la dictadura franquista espanyola, en les primeres eleccions locals democràtiques de l'any 1979, encapçalà com a candidata a la batllia de Cornellà una llista independent municipalista: Grup Independent de Cornellà (GIC o INDEP). Rebé més de 850 vots (un 2,1% del total, la sisena llista més votada de les 9 que hi concorregueren) però no hi aconseguí representació com a regidora.
En paral·lel als seus càrrecs municipals i a la implicació en les entitats esportives de Cornellà, Pons i Lax també va ser una peça clau del teixit associatiu de la ciutat i va ser cofundadora i membre dels Amics de la Sardana de Cornellà, de L'Avenç de Cornellà i de la festa de la Jordiada fins a la seva mort, el 15 de maig de 2017. Amb l'entitat sardanista, col·laborà durant molts anys amb el programa radiofònic Nostra Dansa de Ràdio Cornellà, un dels espais de comunicació més importants de Catalunya sobre aquest ball. En fou partícip en el seu programa 1.000 i durant els actes que hostatjà la ciutat amb motiu de la Sardana de l'Any el 2007 amb la Federació Sardanista de Catalunya.

## Reconeixements i guardons
L'any 1997 va rebre el premi i reconeixement de la de la Creu Roja per fer de la Solidaritat un ideari i el 1999 l'Ajuntament de Cornellà de Llobregat va guardonar Pons i Lax amb el Premi Ciutat de Cornellà d'Acció Cívica per la seva contribució civil en les diferents entitats de la ciutat.A més a més, i a títol pòstum, l'Estadi Municipal de Rugby de Cornellà va ser reanomenat com a Estadi Municipal Pilar Pons el 29 de setembre de 2018 en agraïment als seus anys d'implicació amb el club.

## Obra
Com a membre de l'entitat de L'Avenç de Cornellà, Pons i Lax va ser coautora d'una obra sobre memòria històrica del municipi:
- Junyent i Sonet, Francesc; Pons i Lax, Pilar. Tocs de Vida.  Cornellà de Llobregat: Llibres de l'Avenç de Cornellà, 2016. ISBN 978-84-608-8564-1.